# Il Rovescio della Medaglia
Il Rovescio della Medaglia é um grupo italiano de rock progressivo mais notavelmente conhecido na década de 1970. Frequentemente era abreviado como RDM, segundo a moda da época, a qual ocorria com outros grupos, entre os quais, BMS e PFM.

## História
O primeiro núcleo da banda se formou em Roma da reunião de três ex-componentes do grupo beat I Lombrichi. O cantor Gianni Mereu, depois substituído por Sandro Falbo, proveniente de Le Rivelazioni e, enfim, Pino Ballarini, vindo de Pescara a Roma para tocar com o grupo Poema.
Em 1971, o grupo participa do Festival di Musica d'Avanguardia e di Nuove Tendenze, de Viareggio, conquistando um contrato com a RCA italiana para a qual cria o álbum de estreia La Bibblia. A banda mostra a sua dimensão sobretudo em concerto, por isso o disco é gravado de forma direta. Trata-se de um rock duro com algum aceno sinfônica tocado com boa técnica ainda que não particularmente original, se inspirando no som do hard rock britânico. Por exemplo, a faixa Sodoma e Gomorra repropõe o estilo do Deep Purple. Em particular, destaca-se a seção rítmica com o baixo de Urso em evidência. As letras são pretensiosas tratando de episódios do Antigo Testamento, do Nulla ao Diluvio Universale, segundo a moda dos discos conceituais. O invólucro do disco contém um original livrinho em forma de medalha com as líricas.
Depois da publicação, o grupo retoma uma intensa atividade live participando também de alguns festivais, entre os quais o Davoli Pop e o organizado pelo Re Nudo. Em 1972, é publicado Io come io, um álbum com maior técnica, ainda que menos eficaz que o primeiro trabalho. Este é inspirado na filosofia hegeliana, e na primeira tiragem, de 7.000 cópias, contém um medalhão de metal.
Ingressa, em 1973, Franco Di Sabbatino, nos teclados, vindo de uma experiência com Il Paese dei Balocchi. Ele leva ao grupo um estilo de claras influências clássicas. Com cinco componentes, a banda publica o seu melhor trabalho, o álbum Contaminazione, o qual conta com composições e arranjos do compositor argentino, radicado na Itália, Luiz Enriquez Bacalov, provindo de outras experiências de rock sinfônico com o New Trolls e o Osanna. O resultado é um dos melhores discos do rock progressivo sinfônico italiano. O título alude claramente à contaminação entre a instrumentação rock e a orquestra clássica, com particular referência à música de Johann Sebastian Bach, e as líricas são centradas na figura de um músico escocês setecentista obcecado pelo grande compositor, o qual crê seja o 21º filho reencarnado. O disco, muito cuidadoso tecnicamente, recolhe uma boa aceitação de crítica e de público, ao ponto de ser realizada uma versão em inglês para o mercado exterior em 1975.
Além do discreto número de discos vendidos, a popularidade do Rovescio era sobretudo determinada pelo notável sucesso de público dos seus concertos, o qual havia um potente emprego do áudio e da ótima instrumentação. A banda, como se lê nas notas de Contaminazione, podia contar com um emprego de amplificação quadrifônico Mack de mais de 6.000 watts, manobrado pelo técnico de som Spartaco Di Mattei. Uma potência que na época nenhum grupo italiano poderia dispor.
Em dezembro de 1973 o caminhão que continha o enorme e custoso material e toda a instrumentação, estacionado em Roma na Via Trionfale, foi roubado, obrigando o Rovescio a cancelar todos os concertos já programados. Para ajudar o grupo, em janeiro de 1974, foi organizada um concerto no Piper Club, o qual participaram muitos grupos italianos, mas a banda entra em crise. O cantor abandona a formação se transferindo para a Suíça e por um certo tempo o grupo se exibe em concerto promovendo apenas a música instrumental, um desses foi gravado e foi lançado em 1988. Em 1975, por um certo período o cantor Michele Zarrillo passou a fazer parte da banda, oriundo do Semiramis, e o grupo passa à recém-nascida etiqueta Frog, para a qual grava um disco que jamais seria lançado. Após um single cantado em inglês, seguido de mudanças de formação, com o ingresso de Mark Harris e Tony Wolmsley, provenientes do Napoli Centrale, o grupo também muda de gênero musical. Em 1977, a banda se dissolve.

### O retorno
Em seguida, sob a iniciativa do guitarrista Enzo Vita, o grupo se reforma com novos componentes e publica dois álbuns nos anos 1990 e para depois voltar às sombras até 2011, ano no qual se repropõe ao público com o disco Microstorie, sempre produzido por iniciativa de Enzo Vita, com suporte de Marco Mori.

## Formação histórica
- Enzo Vita (guitarra)
- Stefano Urso (baixo)
- Franco Di Sabbatino (teclados), desde 1973)
- Gino Campoli (bateria)
- Pino Ballarini (voz e flauta)

## Discografia

### Álbuns
- 1971 - La Bibbia, RCA Italiana
- 1972 - Io come io, RCA Italiana
- 1973 - Contaminazione, RCA Italiana
- 1975 - Contamination, RCA Italiana (versão inglesa de Contaminazione)
- 1988 - ...Giudizio avrai, (live instrumental de 1975, autoproduzido)
- 1995 - Il ritorno, DB
- 1999 - Vitae, Vinyl Magic (gravado em 1993)
- 2011 - Microstorie, Riserva Sonora - Carpe Diem Edizioni, Sony Music

### Singles
- 1975 - Let's All Go Back/Anglosaxon Woman, Frog